# Tanvi Lad

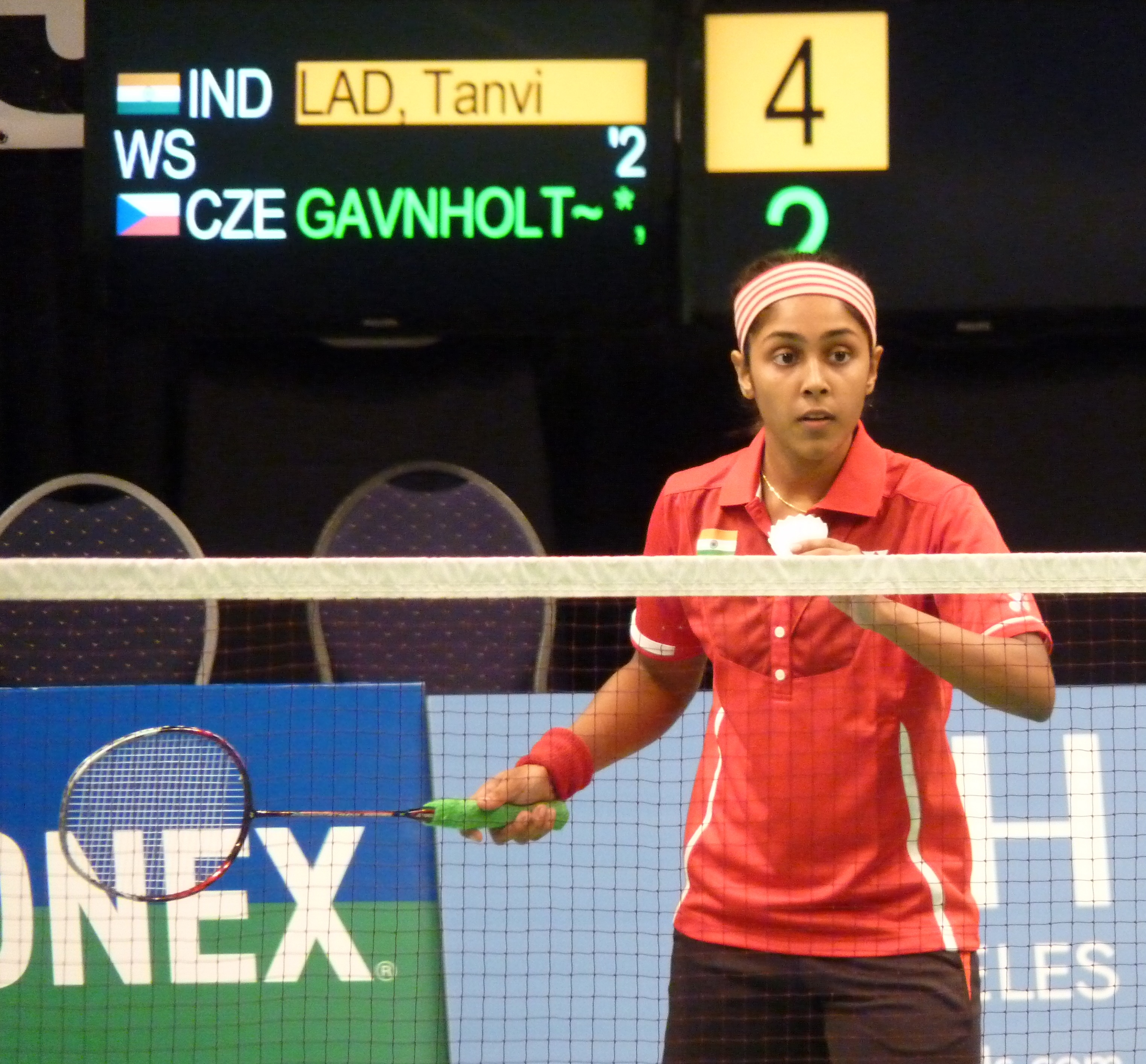
Tanvi Lad

Tanvi Lad (* 30. Januar 1993) ist eine indische Badmintonspielerin. 

## Karriere
Tanvi Lad startete 2011 bei den Badminton-Juniorenweltmeisterschaften. Im gleichen Jahr belegte sie Rang zwei bei den Indian Juniors 2011. Bei den Welsh International 2011 wurde sie Dritte. 2012 gewann sie Bronze bei den nationalen Titelkämpfen, 2013 siegte sie beim Bahrain International Challenge.